# Pseudeutreta adspersa
Pseudeutreta adspersa är en tvåvingeart som först beskrevs av Christian Rudolph Wilhelm Wiedemann 1830.  Pseudeutreta adspersa ingår i släktet Pseudeutreta och familjen borrflugor. Inga underarter finns listade i Catalogue of Life.